# Gerimpelde lantaarnhaai
De gerimpelde lantaarnhaai (Etmopterus bullisi) is een vis uit de familie Etmopteridae (volgens oudere inzichten de familie Dalatiidae) en behoort in elk geval tot de orde van doornhaaiachtigen (Squaliformes).

## Leefomgeving
De gerimpelde lantaarnhaai is een zoutwatervis. De vis prefereert diep water en leeft hoofdzakelijk in de Atlantische Oceaan op dieptes tussen 0 en 375 meter.

## Relatie tot de mens
De gerimpelde lantaarnhaai is voor de visserij van geen belang. In de hengelsport wordt er weinig op de vis gejaagd.